# Лазе Нанчића (улица у Новом Саду)
Улица Лаза Нанчић налази се у ширем делу града, у Адамовићевом насељу. Простире се између улица Цара Душана (улица у Новом Саду) на Истоку и Новака Радоњића (улица у Новом Саду) на Западу. У непосредној је близини Покрајинске болнице, Медицинског Факултета, Новосадског Сајма, Старог Католичког гробља, Футошког парка, Средње Медицинске школе као и више основних школа.
У њој је, под бројем 44, рођен и живео један од најпознатијих новосадских фотографа: Барта Геза.